# بيل بيل (لاعب كرة قاعدة)
بيل بيل (بالإنجليزية: Bill Bell)‏ هو لاعب كرة قاعدة أمريكي، ولد في 24 أكتوبر 1933 في غولدزبورو في الولايات المتحدة، وتوفي في 11 أكتوبر 1962 في درم في الولايات المتحدة.

## وصلات خارجية
- بيل بيل على موقعبيزبول رفرنس.كوم (الدوري الرئيسي) (الإنجليزية)
- بيل بيل على موقعبيزبول رفرنس.كوم (الدوري الثانوي) (الإنجليزية)
- بيل بيل على موقع مشجعي الرسوم البيانية (الإنجليزية)